# Matrimoni
Pour plus de détails, voir Fiche technique et Distribution.
Matrimoni est un film de Noël franco-italien réalisé par Cristina Comencini et sorti en 1998.

## Synopsis
À l'occasion du réveillon de noël, Giulia rencontre par hasard Fabio, un amour de jeunesse, alors que depuis elle a épousé Paolo.

## Fiche technique
- Titre original : Matrimoni
- Titre vidéo en France : Les Femmes comme les hommes ne sont pas des anges
- Réalisation : Cristina Comencini
- Scénario : Roberta Mazzoni, Cristina Comencini
- Photographie : Roberto Forza
- Montage : Cecilia Zanuso
- Pays d'origine :  Italie,  France
- Langue : italien
- Genre : comédie
- Dates de sortie :
  - Italie : 28 octobre 1998
  - France : 13 octobre 1999

## Distribution
- Diego Abatantuono : Paolo
- Francesca Neri : Giulia
- Stefania Sandrelli : Vera
- Claude Brasseur : Alessio
- Cecilia Dazzi : Sandra
- Paolo Sassanelli : Fausto
- Lunetta Savino : Lucia
- Emilio Solfrizzi : Sergio
- Gigio Alberti
- Claire Keim : Catherine

## Distinctions
- nomination aux David di Donatello de la meilleure actrice principale pour Francesca Neri
- David di Donatello de la meilleure actrice dans un second rôle pour Cecilia Dazzi
- meilleur scénario  pour Cristina Comencini